# San Blas Otzacatipan
San Blas Otzacatipan är en ort i Mexiko.   Den ligger i kommunen Toluca och delstaten Mexiko, i den sydöstra delen av landet, 50 km väster om huvudstaden Mexico City. San Blas Otzacatipan ligger 2 582 meter över havet och antalet invånare är 642.
Terrängen runt San Blas Otzacatipan är huvudsakligen platt, men österut är den kuperad. Runt San Blas Otzacatipan är det tätbefolkat, med 266 invånare per kvadratkilometer. Närmaste större samhälle är Toluca, 13,5 km sydväst om San Blas Otzacatipan. Trakten runt San Blas Otzacatipan består till största delen av jordbruksmark.